# Daniela Wallen
Daniela Wallen Morillo (Caracas, 4 aprile 1995) è una cestista venezuelana.

## Carriera

### Nazionale
Convocata dalla nazionale venezuelana sin dal 2013, ha presenziato finora alla quasi totalità dei tornei disputati dalla nazionale.